# Marco Abreu
Marco Paulo Coimbra de Abreu lub Marco Abreu (ur. 8 grudnia 1974 w Lubango) – angolski piłkarz grający na pozycji lewego obrońcy. Był uczestnikiem Mistrzostw Świata w Niemczech. W reprezentacji Angoli rozegrał trzy spotkania, wszystkie w 2006 roku.